# Vincent Millet
Vincent Millet (Tarbes, 12 ottobre 1973) è un ex sciatore alpino francese specialista dello slalom gigante.

## Biografia
Gigantista puro originario di Val Thorens, Millet debuttò in campo internazionale in occasione dei Mondiali juniores di Maribor 1992; esordì in Coppa del Mondo il 3 dicembre 1994 a Tignes e ai Campionati mondiali a Sierra Nevada 1996, in entrambi i casi senza completare la prova. Ottenne il miglior piazzamento in Coppa del Mondo il 27 ottobre 1996 a Sölden (8º); ai successivi Mondiali di Sestriere 1997 non completò la gara. Ottenne l'ultimo podio in Coppa Europa il 25 gennaio 2001 a Courchevel (3º) e ai successivi Mondiali di Sankt Anton am Arlberg 2001 non completò la prova.
Il 21 dicembre 2001 a Kranjska Gora bissò il suo miglior piazzamento in Coppa del Mondo (8º) e ai successivi XIX Giochi olimpici invernali di Salt Lake City 2002, sua unica presenza olimpica, non completò la gara. Il 10 marzo 2002 a Flachau si piazzò per la terza volta 8º in Coppa del Mondo; l'anno dopo ai Mondiali di Sankt Moritz 2003, sua ultima presenza iridata, non completò la prova. Prese per l'ultima volta il via in Coppa del Mondo l'11 gennaio 2005 ad Adelboden in slalom gigante, senza completare la gara, e si ritirò al termine della stagione 2005-2006; la sua ultima gara fu lo slalom gigante dei Mondiali militari 2006, disputato il 29 marzo ad Andermatt e chiuso da Millet al 16º posto.

## Palmarès

### Coppa del Mondo
- Miglior piazzamento in classifica generale: 39º nel 2002

### Coppa Europa
- 4 podi (dati dalla stagione 1994-1995):
  - 1 secondo posto
  - 3 terzi posti

### Far East Cup
- 2 podi (dati dalla stagione 1994-1995):
  - 2 vittorie

#### Far East Cup - vittorie
| Data          | Località    | Paese    | Specialità |
| ------------- | ----------- | -------- | ---------- |
| 12 marzo 1997 | Shigakōgen  | Giappone | GS         |
| 15 marzo 1997 | Nozawaonsen | Giappone | GS         |

Legenda:

GS = slalom gigante

### Campionati francesi
- 3 medaglie:
  - 1 argento (slalom gigante nel 2002)
  - 2 bronzi (slalom gigante nel 2000; slalom gigante nel 2003)